# Diestostemma dubium
Diestostemma dubium är en insektsart som beskrevs av Young 1968. Diestostemma dubium ingår i släktet Diestostemma och familjen dvärgstritar. Inga underarter finns listade i Catalogue of Life.